# NGC 5241
NGC 5241 (другие обозначения — MCG -1-35-6, IRAS13340-0808, PGC 48043) — галактика в созвездии Дева.
Этот объект входит в число перечисленных в оригинальной редакции «Нового общего каталога».